# Ленгиел, Роман
Ро́ман Ле́нгиел (чеш. Roman Lengyel; 3 ноября 1978, Ческе-Будеёвице) — чешский футболист, защитник.

## Карьера

### Клубная
Воспитанник футбольных школ клубов «Локомотив» и «Динамо» из родного города Ческе Будеёвице, где и начал карьеру игрока в 1996 году в клубе «Динамо». В 2000 году перешёл в пражскую «Спарту», а с 2002 года выступал за клуб «Теплице», из которого в 2004 году перешёл в раменский «Сатурн».
С 2005 года играл в составе «Кубани», в которой за это время сумел стать ключевым игроком и любимцем болельщиков, а с середины 2008 года и капитаном команды. Первый гол за «Кубань» забил 1 июля 2008 года в матче 1/32 финала Кубка России, принеся команде победу на последних минутах второго дополнительного тайма в тяжелейшем матче в Новороссийске с местным «Черноморцем». И уже в следующем матче, на этот раз домашнем, 5 июля против клуба «КАМАЗ» забил свой первый гол в лиге. По итогам сезона 2008 года Роман был признан лучшим защитником Первого дивизиона по версии ПФЛ. Однако, 13 декабря 2008 года по решению руководства «Кубани» Роман был уволен из команды вопреки своему желанию.
17 декабря 2008 года подписал двухлетний контракт с «Ростовом». Летом 2010 года покинул «Ростов» по семейным причинам и ввиду смены кадровой политики руководством клуба. Вернулся на родину, где продолжил карьеру в «Динамо» из города Ческе Будеёвице, где уже выступал ранее.
В мае 2015 года после вылета «Динамо» Ческе Будеёвице из чемпионата Чехии, куда годом ранее Ленгиел вместе с командой пробился из 1-го дивизиона, решил завершить карьеру профессионального футболиста.

### В сборной
С 1997 года выступал за юношеские и молодёжную сборные Чехии, в 2000 году сыграл 3 матча в составе олимпийской сборной Чехии на групповом этапе футбольного турнира на XXVII Летних Олимпийских играх, где сумел забить один мяч 16 сентября 2000 года в матче со сборной Кувейта.

## Достижения

### Командные
«Спарта»
- Чемпион Чехии (1): 2000/01

«Кубань»
- 2-е место в Первом дивизионе России (выход в Высший дивизион) (2): 2006, 2008

### Личные
«Кубань»
- Лучший защитник Первого дивизиона России (1): 2008

## Семья
По состоянию на 2013 год — женат, сын.